# Куна (Ирландия)
Куна (Кунах; англ. Coonagh; ирл. Cuanach) — деревня в Ирландии, находится в графстве Лимерик (провинция Манстер).

## Демография
Население — 213 человек (по переписи 2006 года). В 2002 году население составляло 222 человек.
Данные переписи 2006 года:
| Общие демографические показатели |               |                               |                               |      |      |
| Всё население                    | Всё население | Изменения населения 2002—2006 | Изменения населения 2002—2006 | 2006 | 2006 |
| 2002                             | 2006          | чел.                          | %                             | муж. | жен. |
| 222                              | 213           | −9                            | −4,1                          | 100  | 113  |